# دیکی رابرتس: ستاره کودک سابق
دیکی رابرتس: ستاره کودک سابق (به انگلیسی: Dickie Roberts: Former Child Star) فیلمی محصول سال ۲۰۰۳ و به کارگردانی سام ویسمن است. در این فیلم بازیگرانی همچون دیوید اسپید، ماری مک‌کورمک، جان لاویتس، آلیسا میلانو، کریگ برکو، راب راینر، اسکات ترا، جینا بوید، دوریس رابرتس، مایکل بافر، فرد ولف، جویی دیاز، اسپنسر گرت، ریچل درچ، رتا، ایان گومز، ادی مک‌کلرگ، مایکل مک‌دونالد، کوین فارلی و ساشا میچل ایفای نقش کرده‌اند.